# 丸亀警察署
丸亀警察署（まるがめけいさつしょ）は、香川県警察が管轄する警察署の一つ。

## 所在地

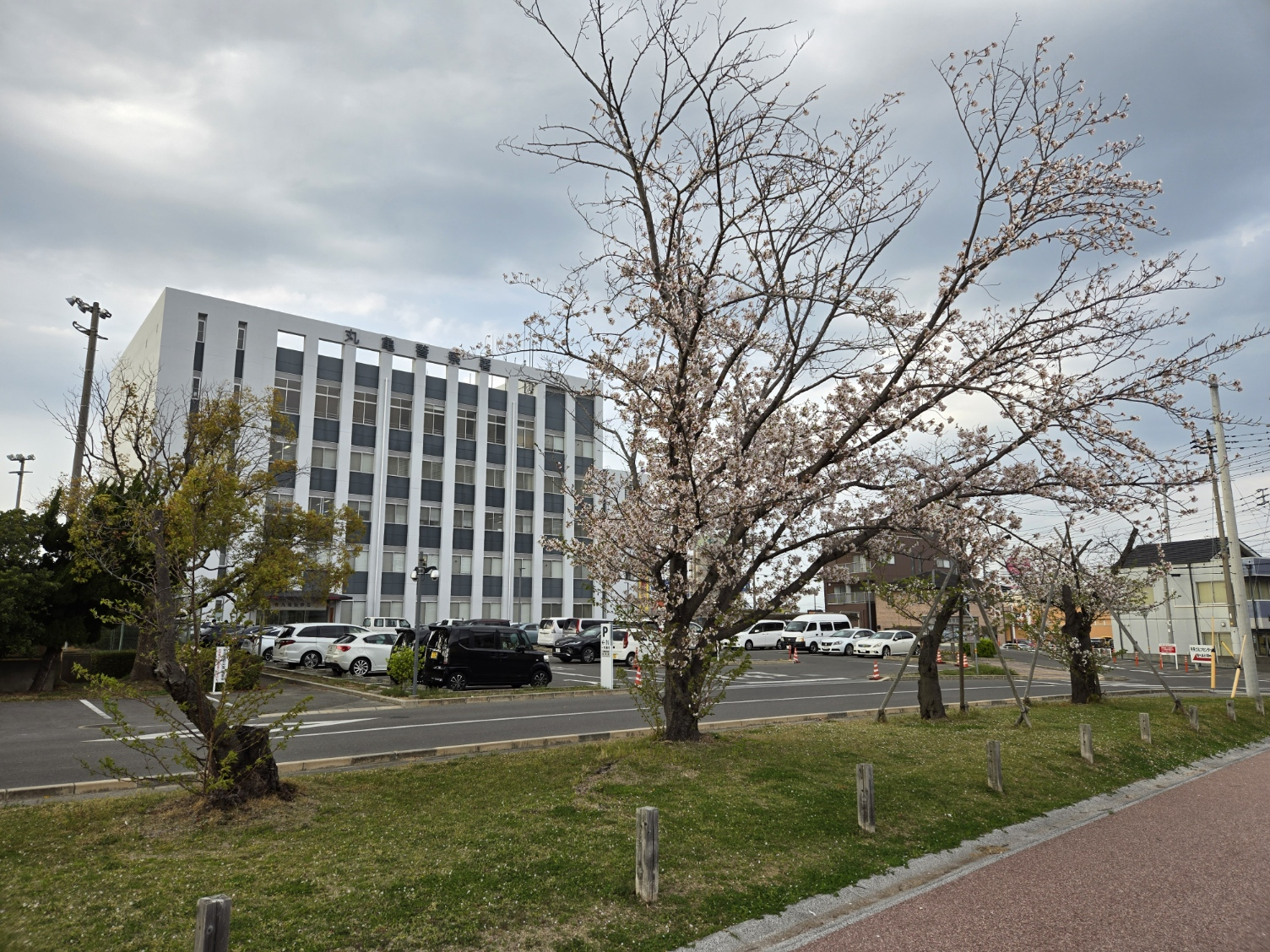
外観

- 外観香川県丸亀市新田町1番地7

## 沿革
- 2004年（平成16年）4月1日 - 多度津警察署を統合。
- 2006年（平成18年）4月1日 - 坂出警察署が管轄していた丸亀市飯山町の区域及び綾南警察署（同日付で高松西警察署に改称）が管轄していた丸亀市綾歌町の区域を編入。
- 2015年（平成27年）4月1日 - 善通寺警察署を統合し、同署が管轄していた善通寺市を管轄区域に編入。丸亀市大手町二丁目4番10号から現在地に移転。

## 組織
- 警務課
  - 警務係
  - 犯罪被害者支援係
- 留置管理課
  - 留置管理(第一係・第二係)
- 会計課
  - 会計係
- 生活安全課
  - 生活安全係
  - 捜査・少年係
  - 警察安全相談係
- 地域第一課
  - 地域係
- 地域第二課
  - 自動車警ら班係
- 刑事第一課
  - 統計係
  - 刑事指導係
  - 強行犯係
  - 盗犯係
  - 鑑識係
- 刑事第二課
  - 知能犯係
  - 組織犯罪対策係
- 交通課
  - 指導(第一係・第二係)
  - 規制係
  - 交通捜査(第一係・第二係)
- 警備課
  - 警備(第一係～第三係)、災害対策係

## 交番
（ ）の中は所在地

### 丸亀市
- 綾歌交番（丸亀市綾歌町栗熊西1600番地6）
- 土器交番（丸亀市土器町北2丁目7番地2）
- 田村交番（丸亀市田村町376番地6）
- 丸亀中央交番（丸亀市新町6番地10）
- 飯山交番（丸亀市飯山町下法軍寺1148番地1）
- 郡家交番（丸亀市郡家町2414番地1）

### 多度津町
- 多度津交番（仲多度郡多度津町栄町1丁目1番74号）

### 善通寺市
- 善通寺交番（善通寺市稲木町9番地2）

## 駐在所
（ ）の中は所在地

### 丸亀市
- 飯野駐在所（丸亀市飯野町東分2329番地5）
- 川西駐在所（丸亀市川西町北145番地9）
- 垂水駐在所（丸亀市垂水町3233番地8）
- 本島駐在所（丸亀市本島町泊480番地3）

### 善通寺市
- 与北駐在所（善通寺市与北町2040番地5）
- 龍川駐在所（善通寺市原田町1024番地6）
- 吉原駐在所（善通寺市吉原町1569番地16）

### 多度津町
- 豊原駐在所（仲多度郡多度津町大字南鴨712番地7）
- 四箇駐在所（仲多度郡多度津町大字三井431番地6）
- 白方駐在所（仲多度郡多度津町大字西白方399番地5）

## 警察官連絡所
（ ）の中は所在地
- 富熊警察官連絡所（丸亀市綾歌町富熊1192番地7）
- 岡田警察官連絡所（丸亀市綾歌町岡田下534番地5）

## 警備艇
- 香2 ほんじま 12m型 2001/3-